# 민청학련 사건
전국민주청년학생총연맹 사건(全國民主靑年學生總聯盟事件), 줄여서 민청학련 사건(民靑學聯事件)은 1974년 4월 대한민국에서 발생한 시국 사건을 말한다. 전국민주청년학생총연맹(이하 민청학련)의 관련자 180여 명이 불온세력의 조종을 받아 국가를 전복시키고 공산정권 수립을 추진했다는 혐의로 구속·기소된 사건이다. 2009년 9월 재판부는 민청학련 사건에 대하여 무죄를 선고하였다.

## 배경
1972년 10월에 있었던 “유신 체제 발족”과 1973년 8월 8일에 있었던 “김대중 납치사건”은 박정희 정부에 대한 대한민국 국민의 반발심을 환기하였으며, 1973년 10월부터 시위 등을 통한 박정희 정부 반대 운동이 일어나기 시작했다. 박정희 정부 반대 운동이 한창이던 1974년 4월 초에 전국민주청년학생연맹(민청학련)을 중심으로 유신 반대투쟁이 거세지자 박정희 정권은 그 배후로 `인혁당 재건위'를 지목한다. 민청학련 사건이 발생하자, 이 사건을 수사하고 있던 중앙정보부는 1974년 4월 3일에 긴급조치 4호와 국가보안법을 위반을 이유로 240명을 체포했다.

## 사건
박정희 정권은 학생들과 종교인 등이 민주화와 인권을 요구하며 수업 거부나 시위, 유인물 배포 등 민주화운동을 전개하자 4월 3일 긴급조치 제4호를 선포하여 학생들이 수업거부 등의 집단 행동을 할 수 없도록 하였으며 "'민청학련'이라는 단체가 불온세력의 조종을 받아 반체제 운동을 한 정황을 포착했다"고 발표했다. 이후 1,024명이 조사를 받고 180여명이 '인민혁명당과 조총련, 일본공산당, 혁신계 좌파'의 배후조종을 받아 1973년 12월부터 전국적 민중봉기를 통해 4월 3일 정부를 전복하고 4단계 혁명을 통해 남한에 공산정권 수립을 기도하였다는 혐의로 구속·기소되었다. 윤보선 전대통령, 지학순 주교, 박형규 목사, 김동길 교수, 김찬국 교수 등도 긴급조치 제4호 위반과 내란선동 혐의로 전원 유죄 판결을 받았고, 이 사건을 취재하다가 체포된 다치카와 마사키 기자와 다른 일본인 1명도 내란선동죄 등으로 징역 20년의 중형에 처해졌다. (일본인 관계자의 체포와 재판은 일시적으로 한일 양국의 외교 문제가 되었지만, 결국 1975년 2월 15일 대통령 특별 조치로 인혁당 관련자 등 일부를 제외한 대부분이 형 집행 중지로 석방되었다.)

### 판결
1974년 7월 13일 비상보통군법회의 제1심판부(재판장 박희동 중장)는 "이철, 유인태 등 피고인들은 유신체제에 불만을 갖고 있던 중 국내 공산비밀 지하조직인 인혁당학원 조종책인 여정남에게 포섭되어 전국대학연합체를 구성하여 폭력으로 정부를 전복하여 공산국가를 세우라는 지령에 따라 1973년초부터 1974년 10월까지 학원소요의 주동을 했고 용공분자인 김병곤 나병식 등을 규합하여 전국 6개 도시 40여개 대학을 망라한 민청학련을 구성하고 일부 반정부 종교세력 반정부 교수 , 재야인사들과 제휴하여 1974년 4월 3일을 기해 전국적으로 일제히 봉기하여 국가변란을 꾀했다"는 이유로 민청학련 국가변란기도 사건의 피고로 몰아 아래의 인물들에게 중형을 선고했다. 재판부는 특히 "피고인들의 행위는 북괴의 통일전선형성 공작에 따라 공산 불순분자와 반정부 불순세력이 연합전선을 형성한 것으로 공산혁명을 기도했다는 점, 공산세력의 배후조종에 의해 철저히 조직된 폭력학생 데모였다는 점, 학생데모를 조장하는 국내외의 다양한 배후세력이 개입됐다는 점 등 과거의 학생데모와는 그 양상을 달리하는 건국후 초유의 대규모 국가변란 기도 사건이므로 피고인이 학생이라는 관점에서 관용을 베푸는 것은 조국의 보존과 번영에 배반되는 것이므로 눈물을 머금고 극형에 처하는 것이라고 밝혔다. 직접 연루되어 형을 받은 대상은 다음과 같다.
| 사형 집행 | 사형 선고 | 무기 징역 | 20년형 자격정지 15년 | 20년형                                                         | 15년형 자격정지 15년 |
| --- | --- | --- | --- | -------------------------------------------------------------- | --- |
| - 여정남(인혁당 학원담당책) - 도예종(인혁당재건위 지도위원) - 서도원(인혁당재건위 지도위원) - 하재완(인혁당재건위 경북지도부 지도책) - 이수병(인혁당재건위 서울지도부 지도책) - 김용원(인혁당재건위 서울지도부 지도책) - 우홍선(인혁당재건위 서울지도부 지도책) - 송상진(인혁당재건위 서울지도책) | - 이철(민청학련 총책) - 유인태(민청학련 동부책) - 김병곤(민청학련 시내대학책) - 나병식(민청학련 기독학생책) - 이현배(배후조종책) - 김영일(배후조종책) - 김지하 | - 황인성(지방대학책) - 정문화(서울대책) - 이근성(유인물제작책) - 서중석(사회인사포섭책) - 안양로(제2선조직책) - 김효순(유인물책) - 류근일(배후조종책) | - 이강철(경북지구대학책) - 정화영(경북대담당책) - 송무호(연세대담당책) - 김영준(연세대담당책) - 정상복(배후조종책) - 임규영(경북대담당책) - 정윤광(제2선지도책) - 강구철(서울대문리대책) - 이광일(배후조종책) | - 나상기(배후조종책) - 이직형(배후조종책) - 서경석(배후조종책) | - 구충서(단국대 및 고교책) - 윤영봉(전남대책) - 김수길(성균관대책) - 안재웅(배후조종책) - 김정길(전남지구대학책) - 이강(전남지구대학책) |

인혁당 관련자 여정남 등 8명은 1975년 4월 9일 대법원에서 상소가 기각된 지 20시간도 채 되기 전에 새벽 동이 트기도 전에 전격적으로 사형 집행을 당했다. 그러나 이철 등은 사형 선고를 받았지만, 형이 집행되지는 않았다.
1974년 7월 15일 다치카와 마사키(太刀川正樹 28세, 자유기고가)와 하야카와 요시하루(早川嘉春 37세, 대학강사)도 대통령긴급조치, 1호, 4호 위반, 내란선동죄, 반공법, 출입국관리법 등의 위반으로 20년형을 선고 받았다.

### 석방
윤보선 전대통령, 지학순 주교, 박형규 목사, 김동길 교수 등이 모두 공범으로 유죄판결을 받았지만, 그들의 죄목이 국민들에게 설득력을 얻기 힘들었기 때문에 10개월이 채 못 되어 전원 석방되었다.

## 주요 일지
- 1972년 12월 27일 유신 헌법 개헌
- 1973년 8월 8일 김대중 납치사건
- 1974년 1월 8일 긴급조치 1호, 1호 발표

일체의 유신헌법 개헌논의를 금지하고 위반자는 비상군법회의에 회부한다고 발표, 학생들은 지하신문과 동맹휴학 등의 방법으로 계속 투쟁
- 1974년 4월 3일 긴급조치 4호 발표

민청학련 범죄단체로 규정. 중앙정보부, 민청학련 배후로 제2차 인혁당(인혁당 재건위) 지목
- 1975년 4월 8일 대법원 인혁당재건위 판결, 8명 사형. 15명 징역 15년∼무기징역
- 1975년 4월 9일 사형 집행
- 2010년 9월 30일 이철 전 코레일(한국철도공사) 사장은 36년 만에 무죄 선고
- 2010년 11월 25일 강창일 의원 36년만에 무죄 선고
- 2011년 2월 25일 고 제정구 의원, 36년만에 무죄
- 2011년 7월 21일 이원희 전 교총회장 ‘민청학련’ 재심 무죄

## 평가
스위스 제네바에 본부를 둔 국제법학자회(International Commission of Jurists)는 인혁당 판결(대법원 전원재판부, 재판장 민복기)이 난 1975년 4월 8일을 《사법사상 암흑의 날》로 선포했고, 국제사면위원회(앰네스티)는 다음과 같은 강력한 항의성명을 발표했다.
| “ | 사형수 8명에게 공공연히 씌운 증거가 의심스러운 것으로 판단한다. | ” |

1995년 MBC가 사법제도 1백주년을 기념하는 다큐멘터리를 만들기 위해 판사 315명에게 실시한 〈근대 사법제도 100주년 기념 설문조사〉에 인혁당 사건 재판이 ‘우리나라 사법사상 가장 수치스러운 재판’이었다고 응답함으로 이 사건이 정상적이지 못했음을 법조인들도 인정했다.

## 재조사
2005년 12월에 국가정보원 과거사건 진실규명을 통한 발전위원회는 재조사를 통해 "민청학련 사건은 학생들의 반정부 시위를 '공산주의자들의 배후조종을 받는 인민혁명 시도'로 왜곡한 학생운동 탄압사건"이라고 발표했다.
2009년 9월 민청학련 사건 관련자들에게 "내란죄로 인정할 증거가 없다"며 무죄를 선고했다. 이로써 30여년간 박정희 정부에 의해 왜곡되었던 민주주의 운동이 공식적으로 제대로 된 가치를 인정받는 계기가 열리게 되었다.

## 주요 인물
| - 박정희 - 서중석 - 정형근 - 이근안 (고문기술자) | - 이철 - 계훈제 - 제정구 - 이재오 - 강원룡 - 공덕귀 - 김동길 - 김근태 - 윤보선 (전대통령) - 지학순 (주교) | - 이해찬 - 이강철 - 이종원 - 강창일 - 최권행, 백영서 (교수) - 이원희 (전 교총회장) - 유인태 - 박형규 (목사) - 김찬국 |

## 같이 보기
- 제4공화국
- 인혁당 사건
- 크리스찬 아카데미
- 크리스찬 아카데미 사건
- 남민전 사건 (남민전)
- 긴급조치